# 多洛丝·奥瑞沃丹
多洛丝·玛丽·艾琳·奥瑞沃丹（英語：Dolores Mary Eileen O'Riordan，1971年9月6日—2018年1月15日），爱尔兰女歌手、音樂家。她擔任摇滚乐队小红莓乐队主音长达13年，而小紅莓與恩雅、欣妮·歐康諾、U2等都是享譽國際的愛爾蘭藝人或團體。小紅莓曾于2003年休息，并于2009年重聚。
多洛丝·奥瑞沃丹的首张个人录音室专辑《聆听》于2007年5月发行，随后她又在2009年发行了她的第二张个人专辑《零包袱》。多洛丝·奥瑞沃丹以她兼具爱尔兰盖尔语传统演唱方式的次女高音闻名， 她强调使用约德尔唱法和展示她强烈的利默里克口音。 多洛丝·奥瑞沃丹曾在2013年－2014年赛季担任爱尔兰广播电视台节目《爱尔兰好声音》的评委。2014年4月，多洛丝·奥瑞沃丹加入三重唱组合D.A.R.K.，并开始录制新作品。
多洛丝·奥瑞沃丹于2018年1月15日突然逝世於英国伦敦，当时她正在录制唱片。

## 早年生活
多洛丝·玛丽·艾琳·奥瑞沃丹出生于爱尔兰利默里克郡巴里布里肯。她是泰伦斯·奥瑞沃丹（Terence O'Riordan）与艾琳·奥瑞沃丹（Eileen O'Riordan）夫妇的女儿，也是他们七个孩子中最小的一个。多洛丝·奥瑞沃丹曾就读于利默里克郡的月桂树山学院，这是一所由耶稣忠实伙伴所建立的学校。

## 职业生涯

### 乐队时期

小红莓乐队在“罗克西酒吧秀”上的表演（摄于1995年，博洛尼亚）

1990年，多洛丝·奥瑞沃丹获得一个试镜邀请并顺利成为“红莓看我们（The Cranberry Saw Us）”（后改名为小红莓乐队）的主唱。 在2003年暂时中断活动之前，乐队先后发行了五张专辑：《有何不可》（1993年）、《无需再争论》（1994年）、《献给你》（1996年）、《言归于好》（1999年）和《在咖啡香中醒来》（2001年）；以及一张精选辑：《星耀十年精选全纪录》。
在1990年代，多洛丝·奥瑞沃丹那简短利落的短发成为一种流行符号。
2009年8月25日，多洛丝·奥瑞沃丹在美国纽约市参加101.9 RXP电台节目宣传其个人专辑《零包袱》的时候宣布，小红莓乐队将重组并展开巡回演唱会活动。这次巡演将于当年11月中旬从北美地区开始，随后分别于2010年1月中旬在南美和2010年3月在欧洲举行。 与小红莓乐队原成员一起参与巡演的音乐人还包括丹尼·德马奇，他是多洛丝个人专辑中的键盘手。 在巡回演唱会上，小红莓乐队演奏了多洛丝·奥瑞沃丹的个人专辑曲目、乐队过去的经典曲目和乐队现在一直陆续在创作的新曲目。
2010年6月9日，小红莓乐队参与了在利默里克郡托蒙德公园球场举行的特奥会开幕表演。这是小红莓乐队成立15年以来首次在自己祖国表演。
2016年5月26日，小红莓乐队计划在欧洲范围内举行巡回演唱会。首场表演在6月3日举行。

### 独唱
2004年，她为意大利艺人尤切罗·褔纳斯雅尼的专辑《Zu & Co.》献唱歌曲《Pure Love》。该专辑还囊括了史汀、谢里尔·克罗、卢奇亚诺·帕瓦罗蒂、迈尔士·戴维斯、约翰·李·胡克、梅西·盖瑞、埃里克·克莱普顿。她和凭借《罗斯托夫的野兽》原声带一举成名的安杰洛·巴拉达曼提共同创作《双峰镇》原声带，献唱了包括电影主题曲《Angels Go to Heaven》在内的多首歌曲。
2005年，她为果酱和汤匙乐队专辑《Tripomatic Fairytales 3003》曲目《Mirror Lover》担任嘉宾吉他手。

## 个人生活
1994年7月18日，奥瑞沃丹在蒂伯雷圣十字修道院嫁给杜蘭杜蘭前巡演经纪人唐·伯顿（Don Burton）。夫妇俩生了三个小孩。1998年，她们在利默里克郡买下基尔马勒克一座61-公頃（150-英畝）的养牛场，取名里弗斯菲尔德养牛场（Riversfield Stud），2004年将其卖出。之后，他们搬到都柏林霍斯，在加拿大安大略省鹿角市的小木屋避暑。2009年，一家人搬到鹿角市。
2013年8月，她回到爱尔兰生活。相爱20年后，她和伯顿于2014年末结束关系，并于随后离婚。
奥瑞沃丹是罗马天主教徒。他的母亲是虔诚的天主教，将按照七苦聖母选择她的名字。她很仰慕若望·保祿二世，曾于2001年和2002年见到他。2013年，应教宗方济各的邀请，她在梵蒂冈一年一度的圣诞音乐会上表演。
2014年11月，奥瑞沃丹在纽约飞往香农机场的爱尔兰航空航班上大闹，遭到逮捕和起诉。搭乘航班期间，她在口头和身体上辱骂机组成员。着陆后警方逮捕她，她拒捕，叫嚷她缴税支付他们的薪水，大喊“我是利默里克的女王！我是个偶像！”，用头撞了一位爱尔兰和平警察，朝他吐口水。后来她告诉媒体，20年的婚姻结束后，她住在纽约的酒店，倍感压力。法官审理了她的案件，表示如果她愿意以书面形式和受伤者致歉，并向法庭的济贫箱投入6000欧元，便撤销她的全部指控。
2017年5月，她公开谈论了她的躁鬱症，表示两年前她便诊断出此病症。同月，小红莓乐队表示她的背部疾病是取消乐队欧洲巡演第二部分的原因。2017年5月末，奥瑞沃丹表示她已经痊愈，并出席私人活动。

## 死亡报道
2018年1月15日，正在英国伦敦录音的多洛丝·奥瑞沃丹突然辞世，享年46岁。遲至9月初，驗屍報告才公布，稱她是酒醉不慎在飯店浴缸內溺斃。
爱尔兰总统麦克·希金斯是第一个致哀的人。而随后整个欧美音乐界都表达了哀思，这其中包括戴夫·戴維斯（奇想乐团）、霍齐尔和柯达线乐团。 爱尔兰总理利奥·瓦拉德卡也表达了他对多洛丝·奥瑞沃丹的敬意。

## 音乐作品

### 个人专辑
| 专辑名                                                  | 专辑细节                                                                               | 榜单最高排行 | 榜单最高排行 | 榜单最高排行 | 榜单最高排行 | 榜单最高排行 | 榜单最高排行 | 榜单最高排行 | 榜单最高排行 | 销量认证      |
| 专辑名                                                  | 专辑细节                                                                               | 爱尔兰       | 比利时       | 法国         | 德国         | 意大利       | 瑞士         | 英国         | 美国         | 销量认证      |
| ------------------------------------------------------- | -------------------------------------------------------------------------------------- | ------------ | ------------ | ------------ | ------------ | ------------ | ------------ | ------------ | ------------ | ------------- |
| 聆听                                                    | - 发行日期：2007年5月4日 - 唱片公司：圣域唱片 - 唱片格式：CD、数字音乐下载             | 15           | 38           | 11           | 39           | 2            | 10           | 28           | 77           |               |
| 零包袱                                                  | - 发行日期：2009年8月21日 - 唱片公司：烹饪乙烯 / 浪子唱片 - 唱片格式：CD、数字音乐下载 | 80           | 75           | 30           | 77           | 6            | 25           | —            | —            | - 欧洲：3万张 |
| “—”表示该专辑未在该榜单统计或未在该榜单统计区域内发行。 |                                                                                        |              |              |              |              |              |              |              |              |               |

### 其他作品
電影:命運好好玩(click)